# 聖卡塔琳娜皮努拉

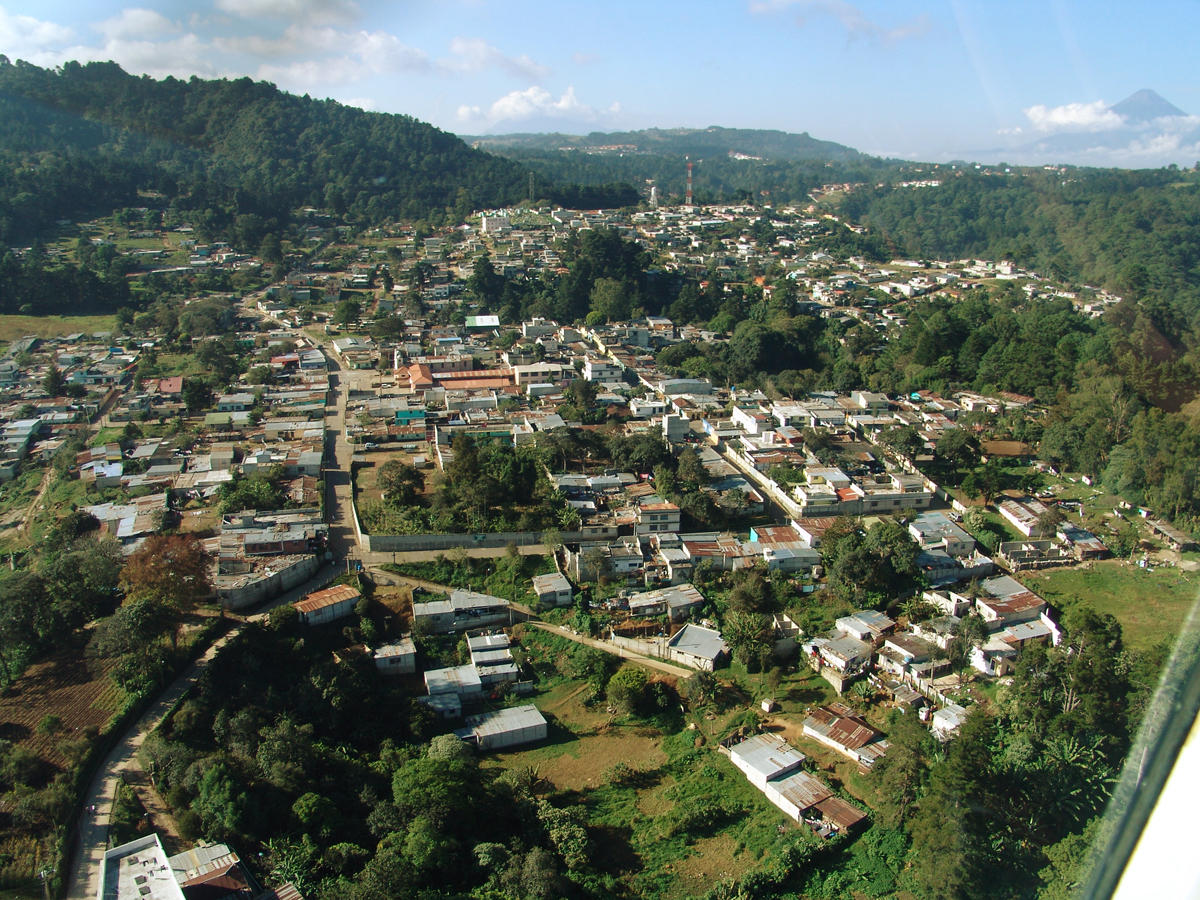

聖卡塔琳娜皮努拉（西班牙語：Santa Catarina Pinula）是危地馬拉的城鎮，位於該國中南部，由瓜地馬拉省負責管轄，面積50平方公里，海拔高度1,640米，2002年人口63,767，人口密度每平方公里1,275人。
2015年10月1日，該地因連日暴雨而發生泥石流，至少73人喪生。